# Cixidia mersinica
Cixidia mersinica är en insektsart som beskrevs av Dlabola 1987. Cixidia mersinica ingår i släktet Cixidia och familjen vedstritar.
Artens utbredningsområde är Turkiet. Inga underarter finns listade i Catalogue of Life.